# 진주 진양부원군 신도비
진양부원군 신도비(晋陽府院君 神道碑)는 대한민국 경상남도 진주시 미천면 오방리에 있는 조선시대의 신도비이다. 1980년 12월 26일 경상남도의 유형문화재 제191호로 지정되었다.

## 개요
신도비는 임금이나 고관 등의 평생업적을 기록하여 그의 무덤 남동쪽에 세워두는 것으로, 이 비는 고려시대의 문신인 순흥부사 하윤린의 공적을 기리고 있다.
하윤린은 고려 문정공 하시원의 아들이자 문충공 하륜의 아버지이다. 식목도감, 문하록사 등을 역임하였으며, 공민왕 대에는 홍건적의 침입을 당한 군졸과 백성들을 구제하였다고 한다.
비의 형태는 네모난 받침돌 위에 비몸을 세우고, 머릿돌을 얹었다. 특히 비몸 양 쪽에는 화강암 석재가 비몸을 감싸듯 설치되어 있고 머릿돌은 완만한 곡선을 이룬다. 받침과 머릿돌이 단순화되어 있어 당시 시대 양식을 잘 보여준다.
조선 태종 16년(1416)에 세운 것으로, 대제학을 지낸 변계량의 글이 절묘한 수법으로 조각되어 있다.
이 비를 세운 이후 왕실주변의 권력층을 중심으로 신도비를 설치하게 되는데, 진양부원군신도비는 이런 양상을 반영하는 자료가 된다. 또한 통일신라말∼고려초의 과도기적 상황에서 사회제도가 유교적 분위기로 흐르는 것을 비의 내용에서 엿볼 수 있다.

## 참고 자료
- 진양부원군 신도비 - 국가유산청 국가유산포털